# Hans Helmut Hofstätter
Hans Helmut Hofstätter (Basilea, 17 de noviembre de 1928 - Freiburg im Breisgau, 8 de noviembre de 2016) fue un historiador del arte suizo-alemán (de lengua alemana), profesor de la Universidad Albert-Lüdwig de Friburgo y autor de numerosas publicaciones sobre arte de varias épocas, pero especialmente de la Edad Contemporánea, varias de ellas sobre el modernismo (Jugendstil en el entorno de habla alemana).
Desde 1949 realizó estudios de historia del arte, arqueología e historia de la literatura en Basilea, Múnich, París y Friburgo. Se graduó en esta última universidad, con el profesor Kurt Bauch. Entre 1956 y 1961 trabajó en el Instituto de Historia del Arte de la Universidad de Maguncia. Entre 1961 y 1972 ejerció la docencia en Baden-Baden. También fue profesor en distintas instituciones de Estados Unidos. Entre 1974 y 1992 fue director del Museo de la Ciudad de Friburgo y los Augustinermuseums. Desde 1986 es profesor honorario.